# Derby calcistici in Toscana (arcaici)
I derby calcistici in Toscana di tipo arcaico, sono gli incontri regionali tra squadre toscane che si sono svolti esclusivamente nella fase arcaica del calcio italiano, precisamente per il caso toscano dal 1908 al 1926.
Nello specifico, segue un resoconto di incontri disputati fra i club del: Florence, Itala, SPES Livorno, Firenze FBC, Fiorentina Libertas, CS Firenze, Virtus Juventusque, Circolo Sportivo Giovanni Gerbi Pisa, Lucca FBC, Pisa e Livorno.

## Florence-Itala
Il primo derby Toscano ufficiale della storia del calcio è Florence - Itala del 15 marzo 1908. La partita di andata termina 1-1, quella di ritorno 1-0 per l'Itala, che a fine stagione vince il titolo regionale di Terza Categoria del 1908 e diventa il primo club Campione Toscano. 
|                 | Gare | Vittorie Florence | Pareggi | Vittorie Itala | Gol Florence | Gol Itala |
| Terza Categoria | 2    | 0                 | 1       | 1              | 1            | 2         |
| Totale          | 2    | 0                 | 1       | 1              | 1            | 2         |

### Lista dei risultati
| Stagione | Competizione    | Incontro       | A / R | A / R |
| -------- | --------------- | -------------- | ----- | ----- |
| 1908     | Terza Categoria | Florence-Itala | 1-1   | 0-1   |

## Firenze FBC-SPES Livorno
Il derby tra SPES Livorno e Firenze FBC, ebbe inizio nel 1910. Il primo incontro ufficiale tra questi due club avvenne in Terza Categoria, il 3 aprile 1910 in cui ebbe la meglio il Firenze FBC. Le due squadre si affrontarono nuovamente in Prima Categoria, una pareggio a Livorno per 3-3, e una vittoria a Firenze per 2-1 del Firenze FBC. Quattro gli incontri nella Seconda Categoria.
|                   | Gare | Vittorie Firenze FBC | Pareggi | Vittorie SPES Livorno | Gol Firenze FBC | Gol SPES Livorno |
| Prima Categoria   | 2    | 1                    | 1       | 0                     | 5               | 3                |
| Terza Categoria   | 1    | 1                    | 0       | 0                     | 4               | 2                |
| Seconda Categoria | 4    | ?                    | ?       | ?                     | ?               | ?                |
| Totale            | 7    | 2                    | 1       | 0                     | 9               | 5                |

### Lista dei risultati
| Stagione  | Competizione      | Incontro                 | A / R | A / R |
| --------- | ----------------- | ------------------------ | ----- | ----- |
| 1909-1910 | Terza Categoria   | Firenze FBC-SPES Livorno | 4-2   | 4-2   |
| 1910-1911 | Seconda Categoria | Firenze FBC-SPES Livorno | ?     | ?     |
| 1911-1912 | Seconda Categoria | Firenze FBC-SPES Livorno | ?     | ?     |
| 1912-1913 | Prima Categoria   | SPES Livorno-Firenze     | 3-3   | 0-1   |

## Pisa-SPES Livorno
Sono sei i derby giocati tra Pisa-SPES Livorno. Il primo incontro ebbe inizio nella Prima Categoria era il 29 dicembre 1912.
|                 | Gare | Vittorie Pisa | Pareggi | Vittorie Spes | Gol Pisa | Gol Spes |
| Prima Categoria | 6    | 1             | 3       | 2             | 7        | 6        |
| Totale          | 6    | 1             | 3       | 2             | 7        | 6        |

### Lista dei risultati
| Stagione  | Competizione    | Incontro  | A / R | A / R |
| --------- | --------------- | --------- | ----- | ----- |
| 1912-1913 | Prima Categoria | Pisa-Spes | 1-1   | 1-1   |
| 1913-1914 | Prima Categoria | Spes-Pisa | 1-0   | 3-1   |
| 1914-1915 | Prima Categoria | Pisa-Spes | 3-1   | 1-1   |

## Itala-Lucca FBC
Quattro i derby tra l'Itala e il Lucca, due incontri nella Promozione 1912-1913  e due in Prima Categoria 1913-1914.
|                 | Gare | Vittorie Itala | Pareggi | Vittorie Lucca | Gol Itala | Gol Lucca |
| Promozione      | 2    | ?              | ?       | ?              | ?         | ?         |
| Prima Categoria | 2    | 2              | 0       | 0              | 9         | 2         |
| Totale          | 4    | 2              | 0       | 0              | 9         | 2         |

### Lista dei risultati
| Stagione  | Competizione    | Incontro    | A / R | A / R |
| --------- | --------------- | ----------- | ----- | ----- |
| 1912-1913 | Promozione      | Itala-Lucca | ?     | ?     |
| 1913-1914 | Prima Categoria | Lucca-Itala | 2-7   | 0-2   |

## Pisa-Virtus Juventusque
Il derby Pisa-Virtus Juventusque, ebbe inizio in Prima Categoria.
Era il 22 dicembre 1912, e a Pisa il Virtus vinse 1-0. Sono sei gli incontri in Prima Categoria, tre vittorie per il Pisa e tre per il Virtus Juventusque.
|                 | Gare | Vittorie Pisa | Pareggi | Vittorie Virtus Juventusque | Gol Pisa | Gol Virtus Juventusque |
| Prima Categoria | 6    | 3             | 0       | 3                           | 11       | 12                     |
| Totale          | 6    | 3             | 0       | 3                           | 11       | 12                     |

### Lista dei risultati
| Stagione  | Competizione    | Incontro    | A / R | A / R |
| --------- | --------------- | ----------- | ----- | ----- |
| 1912-1913 | Prima Categoria | Pisa-Virtus | 0-1   | 0-1   |
| 1913-1914 | Prima Categoria | Virtus-Pisa | 4-0   | 1-2   |
| 1914-1915 | Prima Categoria | Pisa-Virtus | 6-4   | 2-1   |

## PGF Libertas-Lucca FBC
Sono dodici in totale gli incontri tra il club di Firenze contro quello di Lucca, otto nel campionato di Prima Categoria quattro in Seconda Divisione.
|                   | Gare | Vittorie PGF Libertas | Pareggi | Vittorie Lucca FBC | Gol PGF Libertas | Gol Lucca FBC |
| Promozione        | 2    | ?                     | ?       | ?                  | ?                | ?             |
| Prima Categoria   | 8    | 3                     | 1       | 4                  | 13               | 13            |
| Seconda Divisione | 4    | 0                     | 2       | 2                  | 6                | 9             |
| Totale            | 14   | 3                     | 3       | 6                  | 19               | 22            |

### Lista dei risultati
| Stagione  | Competizione      | Incontro               | A / R | A / R |
| --------- | ----------------- | ---------------------- | ----- | ----- |
| 1912-1913 | Promozione        | Lucca FBC-PGF Libertas | ?     | ?     |
| 1913-1914 | Prima Categoria   | Lucca FBC-PGF Libertas | 1-4   | 0-4   |
| 1914-1915 | Prima Categoria   | PGF Libertas-Lucca FBC | 4-2   | 1-2   |
| 1920-1921 | Prima Categoria   | PGF Libertas-Lucca FBC | 0-1   | 0-1   |
| 1921-1922 | Prima Categoria   | Lucca FBC-PGF Libertas | 6-0   | 0-0   |
| 1924-1925 | Seconda Divisione | Lucca FBC-PGF Libertas | 2-1   | 3-3   |
| 1925-1926 | Seconda Divisione | Lucca FBC-PGF Libertas | 3-1   | 1-1   |

## Pisa-PGF Libertas
Il derby tra Pisa e Fiorentina Libertas, ebbe inizio nella Prima Categoria 1913-1914, una vittoria a Pisa per 1-0 della Fiorentina Libertas e un pareggio a Firenze per 1-1. Otto gli incontri in Prima Categoria, sei in Coppa Federale Toscana.
|                        | Gare | Vittorie Pisa | Pareggi | Vittorie Libertas | Gol Pisa | Gol Libertas |
| Prima Categoria        | 8    | 5             | 1       | 2                 | 21       | 7            |
| Coppa Federale Toscana | 6    | 5             | 0       | 1                 | 21       | 3            |
| Totale                 | 14   | 10            | 1       | 3                 | 42       | 10           |

### Lista dei risultati
| Stagione  | Competizione           | Incontro      | A / R | A / R |
| --------- | ---------------------- | ------------- | ----- | ----- |
| 1913-1914 | Prima Categoria        | Pisa-Libertas | 0-1   | 1-1   |
| 1914-1915 | Prima Categoria        | Libertas-Pisa | 0-3   | 0-5   |
| 1916-1917 | Coppa Federale Toscana | Pisa-Libertas | 6-1   | 1-0   |
| 1917-1918 | Coppa Federale Toscana | Pisa-Libertas | 4-0   | 0-2   |
| 1918-1919 | Coppa Federale Toscana | Libertas-Pisa | 1-5   | 1-7   |
| 1919-1920 | Prima Categoria        | Libertas-Pisa | 3-1   | 0-5   |
| 1920-1921 | Prima Categoria        | Libertas-Pisa | 2-4   | 0-2   |

## CS Firenze-PGF Libertas
Forte rivalità delle due squadre di Firenze fin dagli inizi del novecento. I giocatori della Libertas venivano chiamati "ghiozzi rossi", dal club del CS Firenze a causa della loro maglia di colore scarlatto che indossavano e dei frequenti tuffi per recuperare i pallone nel Fosso Macinante, torrente che costeggiava il campo di calcio, nell'area tra via Paisiello e la Ferrovia, dove la squadra della Libertas si era temporaneamente trasferita. Ma la crescente grande popolarità della Libertas costrinse la società a cercare un terreno sul quale costruire un proprio campo di calcio, capace di contenere tutti i suoi sostenitori.
Il primo derby, ebbe inizio il 23 novembre del 1913 in Prima Categoria. 10 gli incontri in Prima Categoria, due in Coppa Federale Toscana e quattro in Seconda Divisione.
|                        | Gare | Vittorie CS Firenze | Pareggi | Vittorie Libertas | Gol CS Firenze | Gol Libertas |
| Prima Categoria        | 10   | 2                   | 3       | 5                 | 5              | 10           |
| Coppa Federale Toscana | 2    | ?                   | ?       | ?                 | ?              | ?            |
| Seconda Divisione      | 4    | 2                   | 0       | 2                 | 7              | 6            |
| Totale                 | 16   | 4                   | 3       | 7                 | 12             | 16           |

### Lista dei risultati
| Stagione  | Competizione           | Incontro            | A / R | A / R |
| --------- | ---------------------- | ------------------- | ----- | ----- |
| 1913-1914 | Prima Categoria        | Libertas-CS Firenze | 0-2   | 2-1   |
| 1914-1915 | Prima Categoria        | Libertas-CS Firenze | 2-0   | 0-0   |
| 1918-1919 | Coppa Federale Toscana | Libertas-CS Firenze | ?     | ?     |
| 1919-1920 | Prima Categoria        | CS Firenze-Libertas | 1-3   | 0-0   |
| 1920-1921 | Prima Categoria        | Libertas-CS Firenze | 0-0   | 0-1   |
| 1921-1922 | Prima Categoria        | Libertas-CS Firenze | 2-0   | 1-0   |
| 1922-1923 | Seconda Divisione      | Libertas-CS Firenze | 2-0   | 1-2   |
| 1923-1924 | Seconda Divisione      | Libertas-CS Firenze | 3-2   | 0-3   |

## Pisa-Itala Firenze
Solo due i derby tra Pisa e Itala, in Prima Categoria 1913-1914. Il primo derby ebbe inizio il 21 dicembre 1913 a Pisa (1-0 dell'Itala), il secondo si giocò a Firenze il 22 febbraio 1914 (1-0 dell'Itala, a tav.).
|                 | Gare | Vittorie Pisa | Pareggi | Vittorie Itala | Gol Pisa | Gol Itala |
| Prima Categoria | 2    | 0             | 0       | 2              | 0        | 1         |
| Totale          | 2    | 0             | 0       | 2              | 0        | 1         |

### Lista dei risultati
| Stagione  | Competizione    | Incontro   | A / R | A / R |
| --------- | --------------- | ---------- | ----- | ----- |
| 1913-1914 | Prima Categoria | Pisa-Itala | 0-1   | 0-1   |

## CS Firenze-Lucca FBC
Sono otto gli incontri tra il club di Firenze contro quello di Lucca nel campionato di Prima Categoria.
|                 | Gare | Vittorie CS Firenze | Pareggi | Vittorie Lucca FBC | Gol CS Firenze | Gol Lucca FBC |
| Prima Categoria | 8    | 5                   | 1       | 2                  | 17             | 15            |
| Totale          | 8    | 5                   | 1       | 2                  | 17             | 15            |

### Lista dei risultati
| Stagione  | Competizione    | Incontro             | A / R | A / R |
| --------- | --------------- | -------------------- | ----- | ----- |
| 1913-1914 | Prima Categoria | Lucca FBC-CS Firenze | 3-6   | 1-5   |
| 1914-1915 | Prima Categoria | Lucca FBC-CS Firenze | 0-1   | 0-2   |
| 1920-1921 | Prima Categoria | CS Firenze-Lucca FBC | 2-0   | 0-2   |
| 1921-1922 | Prima Categoria | Lucca FBC-CS Firenze | 8-0   | 1-1   |

## Pisa-CS Firenze
Tra Pisa e CS Firenze, sono quattro gli incontri disputati in Prima Categoria. I due club si sfidarono ufficialmente per la prima volta nella Coppa Federale Toscana 1919.
|                        | Gare | Vittorie Pisa | Pareggi | Vittorie CS Firenze | Gol Pisa | Gol CS Firenze |
| Prima Categoria        | 4    | 3             | 1       | 0                   | 18       | 4              |
| Coppa Federale Toscana | 2    | 2             | 0       | 0                   | 8        | 1              |
| Totale                 | 6    | 5             | 1       | 0                   | 26       | 5              |

### Lista dei risultati
| Stagione  | Competizione           | Incontro        | A / R | A / R |
| --------- | ---------------------- | --------------- | ----- | ----- |
| 1918-1919 | Coppa Federale Toscana | CS Firenze-Pisa | 1-6   | 0-2   |
| 1919-1920 | Prima Categoria        | CS Firenze-Pisa | 1-1   | 0-9   |
| 1920-1921 | Prima Categoria        | Pisa-CS Firenze | 3-2   | 5-1   |

## CS Firenze-Livorno
Le due squadre Toscane si incontrano per quattro volte nella Prima Categoria. 
|                 | Gare | Vittorie CS Firenze | Pareggi | Vittorie Livorno | Gol CS Firenze | Gol Livorno |
| Prima Categoria | 4    | 1                   | 0       | 3                | 2              | 10          |
| Totale          | 4    | 1                   | 0       | 3                | 2              | 10          |

### Lista dei risultati
| Stagione  | Competizione    | Incontro           | A / R | A / R |
| --------- | --------------- | ------------------ | ----- | ----- |
| 1919-1920 | Prima Categoria | CS Firenze-Livorno | 2-0   | 0-2   |
| 1920-1921 | Prima Categoria | CS Firenze-Livorno | 0-5   | 0-3   |

## Pisa-Gerbi Pisa
Prima e unica stracittadina della città di Pisa a livello ufficiale (a livello non ufficiale ci fu nel 1912 lo scontro che fu denominato La partita della vita, tra il Pisa e l'Alfea FBC per determinare quale delle due formazioni si dovesse sciogliere). Le due formazioni pisane si incontrarono 4 volte in Prima Categoria e a vincere fu sempre la formazione nerazzurra.
|                 | Gare | Vittorie Pisa | Pareggi | Vittorie Gerbi Pisa | Gol Pisa | Gol Gerbi Pisa |
| Prima Categoria | 4    | 4             | 0       | 0                   | 20       | 4              |
| Totale          | 4    | 4             | 0       | 0                   | 20       | 4              |

### Lista dei risultati
| Stagione  | Competizione    | Incontro   | A / R | A / R |
| --------- | --------------- | ---------- | ----- | ----- |
| 1919-1920 | Prima Categoria | Gerbi-Pisa | 1-4   | 2-8   |
| 1920-1921 | Prima Categoria | Pisa-Gerbi | 4-0   | 4-1   |

## PGF Libertas-Gerbi Pisa
Quattro i derby tra PGF Libertas-Gerbi Pisa, tutti in Prima Categoria, una vittoria per la Libertas tre per il Gerbi.
|                 | Gare | Vittorie PGF Libertas | Pareggi | Vittorie Gerbi Pisa | Gol PGF Libertas | Gol Gerbi Pisa |
| Prima Categoria | 4    | 1                     | 0       | 3                   | 9                | 6              |
| Totale          | 4    | 1                     | 0       | 3                   | 9                | 6              |

### Lista dei risultati
| Stagione  | Competizione    | Incontro       | A / R | A / R |
| --------- | --------------- | -------------- | ----- | ----- |
| 1919-1920 | Prima Categoria | Gerbi-Libertas | 2-1   | 1-0   |
| 1920-1921 | Prima Categoria | Gerbi-Libertas | 3-0   | 0-8   |

## CS Firenze-Gerbi Pisa
I due club si incontrano in Prima Categoria, per quattro volte, due pareggi e una vittoria a testa.
|                 | Gare | Vittorie CS Firenze | Pareggi | Vittorie Gerbi Pisa | Gol CS Firenze | Gol Gerbi Pisa |
| Prima Categoria | 4    | 1                   | 2       | 1                   | 2              | 9              |
| Totale          | 4    | 1                   | 2       | 1                   | 2              | 9              |

### Lista dei risultati
| Stagione  | Competizione    | Incontro         | A / R | A / R |
| --------- | --------------- | ---------------- | ----- | ----- |
| 1919-1920 | Prima Categoria | CS Firenze-Gerbi | 1-1   | 0-7   |
| 1920-1921 | Prima Categoria | Gerbi-CS Firenze | 0-1   | 1-1   |

## Livorno-Gerbi Pisa
Livorno e Gerbi Pisa, si sono incontrate per quattro volte nella loro storia, tutte in Prima Categoria, il Livorno vinse tutte le partite.
|                 | Gare | Vittorie Livorno | Pareggi | Vittorie Gerbi Pisa | Gol Livorno | Gol Gerbi Pisa |
| Prima Categoria | 4    | 4                | 0       | 0                   | 27          | 3              |
| Totale          | 4    | 4                | 0       | 0                   | 27          | 2              |

### Lista dei risultati
| Stagione  | Competizione    | Incontro      | A / R | A / R |
| --------- | --------------- | ------------- | ----- | ----- |
| 1919-1920 | Prima Categoria | Gerbi-Livorno | 1-2   | 1-9   |
| 1920-1921 | Prima Categoria | Livorno-Gerbi | 11-1  | 5-0   |

## PGF Libertas-Livorno
I due club della Toscane si incontrano per quattro volte nella Prima Categoria.
|                 | Gare | Vittorie PGF Libertas | Pareggi | Vittorie Livorno | Gol PGF Libertas | Gol Livorno |
| Prima Categoria | 4    | 0                     | 1       | 3                | 3                | 11          |
| Totale          | 4    | 0                     | 1       | 3                | 3                | 11          |

### Lista dei risultati
| Stagione  | Competizione    | Incontro             | A / R | A / R |
| --------- | --------------- | -------------------- | ----- | ----- |
| 1919-1920 | Prima Categoria | PGF Libertas-Livorno | 0-0   | 1-4   |
| 1920-1921 | Prima Categoria | PGF Libertas-Livorno | 2-4   | 0-3   |